# La Candelaria (Tabasco)
La Candelaria es una localidad del municipio de Huimanguillo ubicado en la subregión de la Chontalpa del estado mexicano de Tabasco.

## Geografía
La localidad de La Candelaria se sitúa en las coordenadas geográficas 17°19′17″N 93°37′39″O / 17.321389, -93.627500, a una elevación de 591 metros sobre el nivel del mar.

## Demografía
Según el Conteo de Población y Vivienda 2020, efectuado por el Instituto Nacional de Estadística y Geografía, la localidad de La Candelaria tiene 359 habitantes, de los cuales 173 son del sexo masculino y 186 del sexo femenino. Su tasa de fecundidad es de 3.17 hijos por mujer y tiene 81 viviendas particulares habitadas.
| Gráfica de evolución demográfica de La Candelaria entre 1980 y 2020 |
|                                                                     |
| INEGI.                                                              |